# Egon Schaden
Egon Schaden  (* 4. Juli 1913 In São Bonifácio, Brasilien; † 16. September 1991 in São Paulo) war ein brasilianischer Ethnologe.
Egon Schaden interessierte sich unter dem Einfluss seines Vaters Francisco Schaden, der (in Leipzig geboren) 1910 nach Brasilien ausgewandert war, schon früh für völkerkundliche und anthropologische Fragen. Bevor er sich für die Studienfächer Ethnologie und Anthropologie und eine akademische Laufbahn entschied, hatte er 1937 Lizentiate in Philosophie und Pädagogik erworben und unterrichtete als Lehrer die Fächer Geschichte, Geographie, Portugiesisch und Deutsch. Bis 1941 war er mit Feldforschungen über die indianische Bevölkerung in Brasilien und mit Übersetzungen befasst. 1941 wurde er der erste wissenschaftliche Assistent bei Emilio Willems an der Universität von São Paulo. Zum Ethnologen und Anthropologen wurde Egon Schaden an der staatlichen Universidade de São Paulo promoviert, wo er sich auch habilitierte und seit 1952 als Nachfolger von Emilio Willems, der in die USA an die Vanderbilt University ging, den Lehrstuhl für Anthropologie innehatte. 1953 war er Begründer der Revista de Antropologia.
An der Päpstlichen Katholischen Universität von São Paulo war er ab 1965 Ordinarius für Ethnographie Brasiliens und Anthropologie. An der Paulistaner-Hochschule Escola de Comunicagäo e Artes leitete er das Departamento de Comunicagäo e Artes, wo er die Kommunikationsanthropologie einführte und lehrte.
Schaden lebte viele Jahre unter brasilianischen Indianern. Er gehört neben Emilio Willems und Herbert Baldus zum Trio der Völkerkundler, das die akademische südamerikanische Ethnologie begründete.
Egon Schaden starb in São Paulo an den Folgen eines Verkehrsunfalls.

## Nachwirken
In 2014 wurde in São Bonifácio das Instituto Egon Schaden (IES) errichtet, das sich dem Leben und Werk Schadens widmet.